# Laat mij niet wachten
Laat mij niet wachten is een van de zeven oorspronkelijke singles, die bekend zijn van de De Riwi’s. Het duo De Riwi’s is vrij onbekend, maar hebben toch een grote hit op hun naam staan. Ze zongen met Jacques Herbs Manuela. De Riwi's was een duo (en acroniem) gevormd door Rian en Wilma van Aard.
Laat mij niet wachten is een cover van Rose Garden, geschreven door Joe South, gearrangeerd door Cameron Mullins en voorzien van een Nederlandse tekst door Pierre Kartner. Het origineel werd vooral bekend in een uitvoering van Lynn Anderson.
De B-kant was Is er een kans, eveneens een cover, ook vernederlandst door Pierre Kartner. De originele titel Stand By Your Man was afkomstig van Bill Sherill en Tammy Wynette en een hit van die laatste. Pierre Kartner baseerde zijn versie echter op die van Michael Holm onder de titel Wer Liebe sucht.